# Наягарх (округ)
Наягарх (англ. Nayagarh) — округ в индийском штате Орисса. Образован в 1995 году из части территории округа Пури. Административный центр — город Наягарх. Площадь округа — 3890 км². По данным всеиндийской переписи 2001 года население округа составляло 864 506 человек. Уровень грамотности взрослого населения составлял 70,5 %, что выше среднеиндийского уровня (59,5 %). Доля городского населения составляла 4,3 %.